# Paolo Ripamonti
Paolo Ripamonti (Loano, 26 aprile 1969) è un politico italiano.

## Biografia
Esponente della Lega Nord, alle elezioni comunali in Liguria del 1999 si candida al consiglio comunale di Laigueglia (Savona), in una lista civica, risultando eletto consigliere comunale.
Alle elezioni amministrative del 2009 si candida al consiglio provinciale di Savona, tra le liste de L'Ulivo nel collegio Andora a sostegno del candidato alla presidenza della Provincia Angelo Vaccarezza, risultando eletto consigliere provinciale e venendo nominato nel 2011 assessore a Caccia, Pesca, Polizia locale e Patti per la sicurezza, rimanendo in carica fino al 2013.
È stato assessore alla sicurezza del comune di Savona dal 2016 al 2018 e segretario provinciale della Lega Nord, mentre nel 2017 viene eletto vicesegretario della Lega Nord Liguria.
Alle elezioni politiche del 2018 viene candidato al Senato della Repubblica nel collegio uninominale Liguria - 01 (Savona), sostenuto dalla coalizione di centro-destra in quota leghista, risultando eletto senatore con il 42,51% dei voti e superando i candidati del Movimento 5 Stelle Massimo Conio (28,85%) e del centro-sinistra Luigi De Vincenzi (21,53%). Nella XVIII legislatura della Repubblica è stato membro della 9ª Commissione Agricoltura e produzione agroalimentare, in sostituzione del sottosegretario di Stato al Ministero dell'Interno Stefano Candiani, della Commissione parlamentare d'inchiesta per il ciclo illecito dei rifiuti e vicepresidente della 10ª Commissione Industria, commercio, turismo, oltre a ricoprire l'incarico di relatore del cosiddetto “decreto Genova” per l’emergenza del viadotto Polcevera nella commissioni congiunte Trasporti e Ambiente.
A novembre 2019 viene nominato commissario provinciale per la Lega a Savona.
Alle elezioni politiche anticipate del 2022 viene ricandidato al Senato, tra le liste della Lega per Salvini Premier nel collegio plurinominale Liguria - 01 in terza posizione, senza risultare rieletto.
Il 18 novembre 2024 viene scelto come assessore esterno nella giunta regionale della Liguria di Marco Bucci con deleghe alla sicurezza, energia, immigrazione ed emigrazione, aree di crisi complessa, vertenze aziendali e rapporti con le organizzazioni sindacali, programmi comunitari di competenza, organizzazione e personale regionale, patrimonio.